# 딜스-알더 반응

일반적인 Diels-Alder 반응

딜스-알더 반응(영어: Diels-Alder reaction)은 컨쥬게이티드 다이엔과 알켄의 유기화학반응으로, 컨쥬게이티드 다이엔(conjugated diene)과 친다이엔체(dienophile)의 혼합물에 열 등의 에너지를 가해주면, 고리모양의 사이클로헥세인이 형성되는 반응이다. 특별한 종류의 컨쥬게이션 첨가반응이자 고리화 첨가반응(Cycloaddition Reaction)이다.

## 발견
1928년 독일 킬(Kiel) 대학의 오토 딜스(Otto Diels)와 그의 제자 쿠르트 알더(Kurt Alder)에 의해 발견된 반응으로 다이엔과 특정 종류의 화합물(친다이엔체)이 굉장히 반응성이 좋게 반응한다는 사실을 발견하였다. 이들은 이 발견의 공로를 인정받아 1950년에 노벨상을 수상했다.

## 중요성
딜스-알더 반응은 탄소로 이루어진 고리형 분자를 만드는데 유용한 몇 안 되는 반응 중에 하나이기에 중요성을 갖는다. 특히나 육각형 구조의 탄소-탄소 결합을 만들 수 있으며 가열하는 과정 외에 다른 과정이 불필요하여 유기 합성에서 매우 유용하다. 반응성이 매우 좋기에 어떤 경우에는 실온에서 바로 반응이 진행되기도 하며 대부분의 다이엔이 대부분의 친다이엔체와 딜스-알더 반응을 통해 생성물을 형성한다.

## 반응물

### 친다이엔체
이중결합 혹은 삼중결합을 포함하는 물질. 즉 파이 결합을 하고있는 물질이다. Ethylene 자체는 반응성이 좋지 않지만, propenal, ethyl propenoate, maleic anhydride 등은 반응성이 매우 크다. Methyl propynoate 와 같은 알카인들도 친다이엔체로서 사용할 수 있다. 친다이엔체는 내부의 탄소들끼리 컨쥬게이션을 형성하여 전자가 비편재화(delocalization)되며, 이는 결합 3개에만 해당하지 않고 페닐기 등과 함께 컨쥬게이션을 이룰 수 있다. 또한 루이스 산으로도 사용 가능하다.

### 다이엔

s-시스와 s-트랜스 형 부타다이엔

탄소의 이중결합-단일결합-이중결합 순으로 이루어진 구조를 갖는 물질로 일반적으로 s-시스 형과 s-트랜스 형 두가지 형태로 존재한다. 이 둘 사이에서는 특정한 값 이상의 에너지만 주어지면 서로 전환이 가능하며 딜스-알더 반응을 위해서는 반드시 s-시스 형태로 존재해야 한다. s-시스 형태에서는 다이엔의 1번과 4번탄소에 접근하여 고리형 전이 상태를 거쳐 반응하기에 충분히 가까운 거리에 있지만, s-트랜스 형태에서는 다이엔 파트너의 양끝이 너무 멀리 떨어져 있어 친다이엔체의 p오비탈과 효과적으로 겹칠 수 없다.

## 특성

### 입체화학적 특성
딜스-알더 반응을 통해 얻을 수 있는 입체 이성질체의 종류는 매우 다양하다. 딜스-알더 반응을 통해 얻을 수 있는 화합물은 입체 특이성(stereopecific)을 가진다. 즉 시스-형이나 트랜스-형 중 하나의 단일 입체 이성질체인 생성물을 얻을 수 있다.
또 다이엔과 친다이엔체가 반응을 통해 외향(exo) 생성물과 내향(endo)생성물 두 종류의 생성물을 얻을 수 있다. 보통의 경우 내향 생성물을 선호하나 특정 화합물의 경우 외향 생성물은 선호하는 경우가 있다. 이 둘은 다이엔과 친다이엔체가 반응하는 방향에 따라서 구분이 되게 되는데, 이로 인해 둘의 전이 상태도 다르게 나타나게 된다. 대부분 열역학적으로 안정적인 생성물(thermodynamic product)은 외향 생성물(exo product)이고 반응속도면에서 선호되는 생성물(kinetic product)은 내향 생성물(endo product)이기에 내향 생성물이 선호되는 경우가 많다. 그러나 온도 등의 외부 조건을 조절해 줌으로서 충분히 외향 생성물을 얻을 수 있다.

### 반응 메커니즘

Diels-Alder 반응에서의 분자오비탈

딜스-알더 반응의 특징은 전자 이동이 한번에 일어난다는 것이다. 이는 SN1 반응, E1 반응 과는 다르게 중간체 없이 한번에 반응이 진행되며, 두개의 파이 결합이 깨지며 두개의 새로운 시그마 결합과 하나의 파이 결합이 생성된다. 분자 오비탈을 통해 살펴보면, 다이엔과 친다이엔체의 파이 결합에 있는 p오비탈이 서로 겹치면서 새로운 결합을 형성하게 된다. 새로운 단일 결합을 형성하기 위해 다이엔의 1번과 4번 탄소는 sp2에서 sp3로 재혼성화 되고, 다이엔의 2번과 3번 탄소는 생성물의 새로운 이중결합을 형성하기 위해 sp2 혼성으로 남는다. 이런 분자 오비탈이 겹치면서 생성되는 과정은 전이상태(Transition State)의 분자 오비탈을 관찰함으로써 알아볼 수 있다. 이 과정을 통해 탄소로 이루어진 육각고리구조가 형성된다.
다이엔이 친다이엔체에게 전자를 제공함으로써 반응이 진행되기에 다이엔에는 전자 주는 기(Electron Donating Group)가, 친다이엔체에는 전자 끄는 기(Electron Withdrawing Group)이 치환되어 있으면 반응성이 좋아진다.

## 관련 현상

### 기름의 산패
기름이 산패되어 점성이 증가하는 현상이 딜스-알더 반응 때문으로 알려져 있다.